# Blastocysta

Blastocysta; popsány její jednotlivé části

Blastocysta je rané embryonální stadium savců, jakási obdoba blastuly u nižších živočichů. Vzniká z moruly, což je vlastně shluk buněk (blastomer) vzniklých opakovaným dělením vajíčka.

## Vznik a vývoj
Když morula vstoupí do děložního prostoru, zona pellucida přítomná na povrchu moruly se najednou stane mnohem propustnější. Tím se do vnitřní buněčné masy moruly dostane velké množství tekutiny a vznikají velké mezibuněčné prostory vyplněné vodou, z nichž se nakonec zformuje jednolitá dutina, tzv. blastocoel. Tímto okamžikem se morula mění v blastocystu. Blastocysta se pohybuje volně v děloze, vyživuje se jejím sekretem, ale nakonec (u člověka během 6. dne vývoje zárodku) dojde k přichycení celé blastocysty k epitelu endometriální sliznice a k postupnému uhnízdění – nidaci.
Na blastocystě je již možné pozorovat diferenciaci jednotlivých skupin buněk. Tzv. trofoblast obklopuje celé embryo po jeho obvodu, zatímco embryoblast je vnitřní buněčná masa buněk na jednom z pólů embrya.